# Mire usté
Mire usté fue un programa de televisión español de sátira política emitido en Antena 3 en 2005. Era un programa que solo contenía sketches y parodias políticas y de temas de actualidad. El equipo estaba dirigido por Toni Soler y provenía del programa de radio Minoria absoluta. La estructura estaba formada por gags y cada bloque estaba separado por la presentación de uno de los personajes en un pequeño escenario con público. El programa se estrenó el 9 de octubre de 2005 y se retiró el 4 de diciembre, después de una pérdida progresiva de audiencia. Está considerado el embrión del programa satírico catalán Polònia.